# Шерзингер, Виктор
Виктор Л. Шерзингер (8 апреля 1888 — 26 октября 1941) — американский кинорежиссёр, композитор, продюсер и сценарист. В 1935 году был номинирован на премию «Оскар» за лучшую режиссёрскую работу фильма «Одна ночь любви».

## Биография

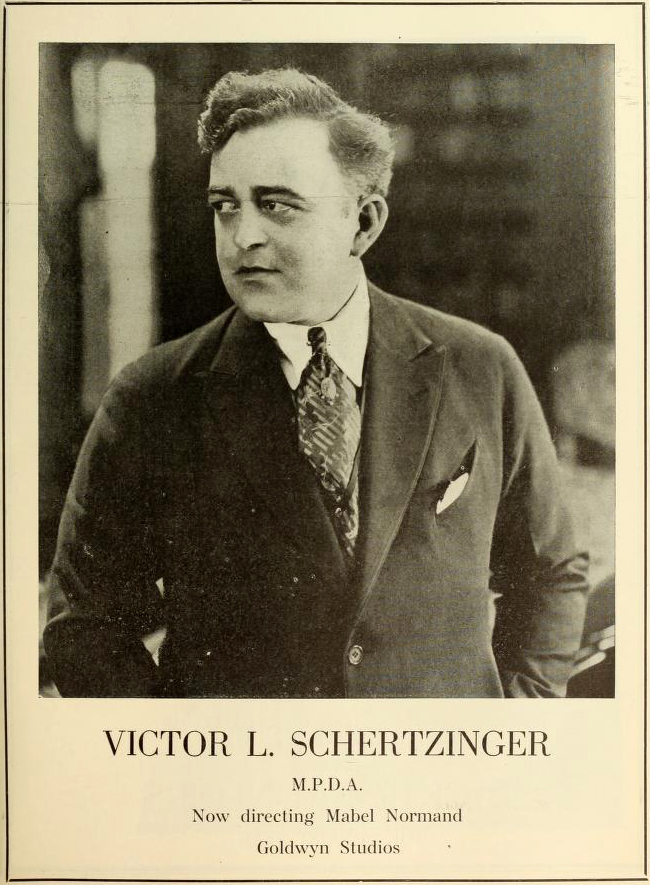
Фото В. Шерзингера 1919 г.

Голландского происхождения. Родился в семье музыкантов. С четырёх лет занимался музыкой, начал играть на скрипке, с восьми лет выступал с оркестрами, включая оркестры Виктора Херберта и Джона Филиппа Суза. Гастролировал по Америке и Европе.
В. Шерзингер обучался музыке в Брюссельском свободном университете. Проявил себя талантливым скрипачом, выступавшим с Филадельфийским симфоническим оркестром, симфоническим дирижёром и композитором.
В 1916 году дебютировал в кинематографе, когда режиссёр Томас Инс поручил ему создать оркестровое сопровождение для его немого фильма «Цивилизация». Завершив работу с Инсом, В. Шерзингер сам стал режиссёром ряда популярных фильмов.
После появления звукового кино начал создавать музыку и песни для них, продолжая писать сценарии и занимаясь режиссурой. Хотя В. Шерзингер был тесно связан с Paramount Pictures, он фактически провёл 1930-е годы как фрилансер. Некоторые его лучшие фильмы, такие как «Одна ночь любви» (1934) и «Микадо» (1939), с авторской музыкой, завоевали большую популярность.
В. Шерзингер снял 89 фильмов и написал саундтреков для 119 кинолент. В 1934 году выиграл первую премию киноакадемии в категории Best Original Score за фильм «Одна ночь любви», которая в 1935 году номинировалась на премию «Оскар».
Умер внезапно от сердечного приступа в Голливуде в возрасте 53 лет. Похоронен на кладбище Форест-Лаун.

## Избранная фильмография

### Сценарист
- 1918: A Nine O’Clock Town
- 1923: The Man Life Passed By
- 1935: Love Me Forever
- 1937: Something to Sing About

### Режиссёр
- 1917: The Pinch Hitter
- 1920: Co się stało z Różą
- 1922: The Kingdom Within
- 1926: Сибирь
- 1930: Parada Paramountu
- 1940: Дорога в Сингапур
- 1941: Дорога в Занзибар
- 1942: The Fleet’s In

### Композитор
- 1915: The Edge of the Abyss
- 1915: Итальянец
- 1916: Civilization
- 1928: Manhattan Cocktail
- 1929: Парад любви
- 1945: I Love a Mystery
- 1952: Harem Girl

### Продюсер
- 1933: Cocktail Hour
- 1937: Something to Sing About